# Fuji GX680
Fuji GX680 — среднеформатная однообъективная зеркальная фотокамера производимая компанией Fujifilm. Достаточно необычный формат изображения 6×8 на 60 мм плёнке тип 120 и тип 220, выделяет данную камеру среди других профессиональных камер среднего формата, таких, как системы Mamiya RB и RZ или Pentax 67.
В отличие от большинства камер-конкурентов, эта камера примечательна тем, что с помощью специальных подвижек и гибких мехов можно менять наклон оси объектива относительно плоскости плёнки (tilt-shift), тем самым осуществлять коррекцию перспективы и глубины резкости согласно принципу Шаймпфлюга. Диапазон подвижек Fuji GX680 не такой большой как у крупноформатных камер, однако его вполне хватает для решения большинства прикладных и творческих задач, в том числе для архитектурной и предметной фотографии. Камера предназначена для студийной съёмки, но по сравнению со студийными камерами большого формата, Fuji GX680 выделяет более компактный дизайн и меньший вес. Корпус камеры литой, из алюминиевого сплава. Все ручки покрыты резиной, препятствующей проскальзыванию, на основных узлах установлены независимые счётчики ресурса. Эти отличия, по сравнению с другими SLR камерами среднего формата, безусловно расширяют творческий диапазон данной камеры.

## Сравнительные характеристики
Существуют 3 модели Fuji GX 680 (цифры в скобках соответствуют периоду производства камеры):
- Fuji GX 680 (1989—1995 год)
- Fuji GX 680 II (1995—1998 год)
- Fuji GX 680 III (1998—2007 год)

|                                                                    | GX 680                                                                                      | GX 680 II                                                                                   | GX 680 III                                                                                  | GX 680 IIIS                                                                                 |
| ------------------------------------------------------------------ | ------------------------------------------------------------------------------------------- | ------------------------------------------------------------------------------------------- | ------------------------------------------------------------------------------------------- | ------------------------------------------------------------------------------------------- |
| Питание                                                            | Аккумулятор (7,2 В)                                                                         | Аккумулятор (7,2 В)                                                                         | 3x CR123A батареи (9 В), дополнительно Snap-On держатель батарейки                          | 3x CR123A батареи (9 В), дополнительно Snap-On держатель батарейки                          |
| Отображение информации                                             | Светодиоды                                                                                  | Светодиоды                                                                                  | LCD                                                                                         | LCD                                                                                         |
| Звуковое и визуальное предупреждение в случае возникновения ошибок | Да                                                                                          | Да                                                                                          | Да                                                                                          | Да                                                                                          |
| Объективы                                                          | EBC Fujinon GX или EBC Fujinon GXM                                                          | EBC Fujinon GX или EBC Fujinon GXM                                                          | EBC Fujinon GX или EBC Fujinon GXM                                                          | EBC Fujinon GX или EBC Fujinon GXM                                                          |
| Счётчик ресурса                                                    | Счётчик для камеры и задника                                                                | Счётчик для камеры и задника                                                                | Счётчик для камеры, задника и объективов                                                    | Счётчик для камеры, задника и объективов                                                    |
| Автоматическая перемотка плёнки                                    | Да                                                                                          | Да                                                                                          | Да                                                                                          | Да                                                                                          |
| Впечатывание данных на плёнку                                      | Нет                                                                                         | Нет                                                                                         | Да                                                                                          | Да                                                                                          |
| Плёнка                                                             | 120/220 рольфильм (сменные задники)                                                         | 120/220 рольфильм (сменные задники)                                                         | 120/220 рольфильм (сменные задники)                                                         | 120/220 рольфильм (сменные задники)                                                         |
| Формат                                                             | Портрет / пейзаж, переворот задника                                                         | Портрет / пейзаж, переворот задника                                                         | Портрет / пейзаж, переворот задника                                                         | Портрет / пейзаж, переворот задника                                                         |
| Формат                                                             | 6×8 (56×76 мм)                                                                              | 6×8 (56×76 мм)                                                                              | 6×8 (56×76 мм), 6×7 (56×69 мм), 6×6 (56×56 мм), 6×4.5 (56×41.5 мм)                          | 6×8 (56×76 мм), 6×7 (56×69 мм), 6×6 (56×56 мм), 6×4.5 (56×41.5 мм)                          |
| Сдвиг объектива (Shift), max.                                      | 15 мм вправо, влево, вверх, до 13 мм                                                        | 15 мм вправо, влево, вверх, до 13 мм                                                        | 15 мм вправо, влево, вверх, до 13 мм                                                        | 15 мм вправо, влево, вверх, до 13 мм                                                        |
| Наклон объектива (Tilt), max.                                      | ± 12° в горизонтальной и вертикальной оси                                                   | ± 12° в горизонтальной и вертикальной оси                                                   | ± 12° в горизонтальной и вертикальной оси                                                   | ± 12° в горизонтальной и вертикальной оси                                                   |
| Подключение к ПК                                                   | Нет                                                                                         | Нет                                                                                         | Да                                                                                          | Да                                                                                          |
| Выдержка                                                           | 1/400 — 8 c, Bulb                                                                           | 1/400 — 8 c, Bulb                                                                           | 1/400 — 8 c, Bulb                                                                           | 1/400 — 8 c, Bulb                                                                           |
| Скорость съёмки                                                    | приблизительно 1 кадр / с                                                                   | приблизительно 1 кадр / с                                                                   | приблизительно 1 кадр / с                                                                   | приблизительно 1 кадр / с                                                                   |
| ISO (Ручная настройка или автоматическое обнаружение)              | 25-1600                                                                                     | 25-1600                                                                                     | 25-3200                                                                                     | 25-3200                                                                                     |
| Крепление ремня                                                    | Нет                                                                                         | Нет                                                                                         | Да                                                                                          | Да                                                                                          |
| Горячий башмак, контакты синхронизации                             | Да                                                                                          | Да                                                                                          | Да                                                                                          | Да                                                                                          |
| Программы экспозиции                                               | Вручную, (скорость затвора и диафрагмы)Приоритет затвора AE (автоматический выбор апертуры) | Вручную, (скорость затвора и диафрагмы)Приоритет затвора AE (автоматический выбор апертуры) | Вручную, (скорость затвора и диафрагмы)Приоритет затвора AE (автоматический выбор апертуры) | Вручную, (скорость затвора и диафрагмы)Приоритет затвора AE (автоматический выбор апертуры) |
| Управление, отображение параметров                                 | Да, через светодиод                                                                         | Да, через светодиод                                                                         | Да, через монитор LCD                                                                       | Да, через монитор LCD                                                                       |
| Частотно-контрастная характеристика чувствительности               | LW 4-18 при ISO 100                                                                         | LW 4-18 при ISO 100                                                                         | LW 5-19 при ISO 100                                                                         | LW 5-19 при ISO 100                                                                         |
| TTL измерение                                                      | Нет                                                                                         | Нет                                                                                         | Нет                                                                                         | Нет                                                                                         |
| Вес                                                                | 4146 г                                                                                      | 4256 г                                                                                      | 4070 г, 2690 г                                                                              | 3720 г, 2350 г                                                                              |
| Габарит                                                            | 187 мм (B), 278 мм (L), 207 мм (H)                                                          | 187 мм (B), 278 мм (L), 207 мм (H)                                                          | 188 мм (B), 274 мм (L), 213 мм (H)                                                          | 188 мм (B), 274 мм (L), 187 мм (H)                                                          |

## Некоторые технические характеристики
- Штатный объектив EBC Fujinon GX M135 мм F5,6.
- Сменная оптика — 18 объективов серии EBC с фокусными расстояниями от 50 до 500 мм, в том числе светосильные GXD 125 f/3,2 и GXD 180 f/3,2 и трансфокатор GXM 100-200 мм.
- Фокусировка ручная. Механизм фокусировки располагается в корпусе камеры.
- Двойное растяжение мехов.
- Возможность установки дополнительных рельсов.
- Сменные фокусировочные экраны.
- Возможность подключения цифровых задников.
- Дополнительные возможности: подвижки вправо-влево, вверх-вниз и «свинг» до 12° по вертикали и по горизонтали.
- Возможность установки через специальный адаптер крупноформатных объективов.
- Мультиэкспозиция.
- Автоматическая протяжка плёнки.
- Поворотный задник.
- Питание 9 В.
- Цена 330000 ¥ (примерно 3700 $) (корпус с магазином и шахтным видоискателем)[3].

## Объективы
Сменная оптика — 18 объективов серии EBC с фокусными расстояниями от 50 до 500 мм:
- 50 мм 1:5.6
- 65 мм 1:5.6
- 80 мм 1:5.6
- 100 мм 1:4.0
- 115 мм 1:3.2
- 125 мм 1:3.2
- 125 мм 1:5.6
- 135 мм 1:5.6
- 135 мм 1:4.0
- 150 мм 1:4.5
- 180 мм 1:5.6
- 180 мм 1:3.2
- 210 мм 1:5.6
- 250 мм 1:5.6
- 300 мм 1:6.3
- 500 мм 1:8.0
- 190 мм 1:8.0 Софтфокус
- 100—200 мм 1:5.6 Zoom

Возможность установки сменных объективов от крупноформатных камер через специальный переходник.

## Аксессуары
Поскольку GX680 является системной камерой, существует обширный набор аксессуаров:
- Видоискатель с увеличительным стеклом (стандартный аксессуар).
- Ремень (для модели III).
- Дополнительные рельсы 40 мм и 80 мм.
- 1 м и 5 м кабель спуска затвора.
- Задник для плёнки тип 120/220 (также маски для разных форматов кадра)
- Фокусировочные экраны (особенно в III модели для различных форматов изображений).
- Цифровой задник[1].
- Чехол.
- Аккумулятор, зарядное устройство.